# トルトーサ包囲戦 (808年-809年)

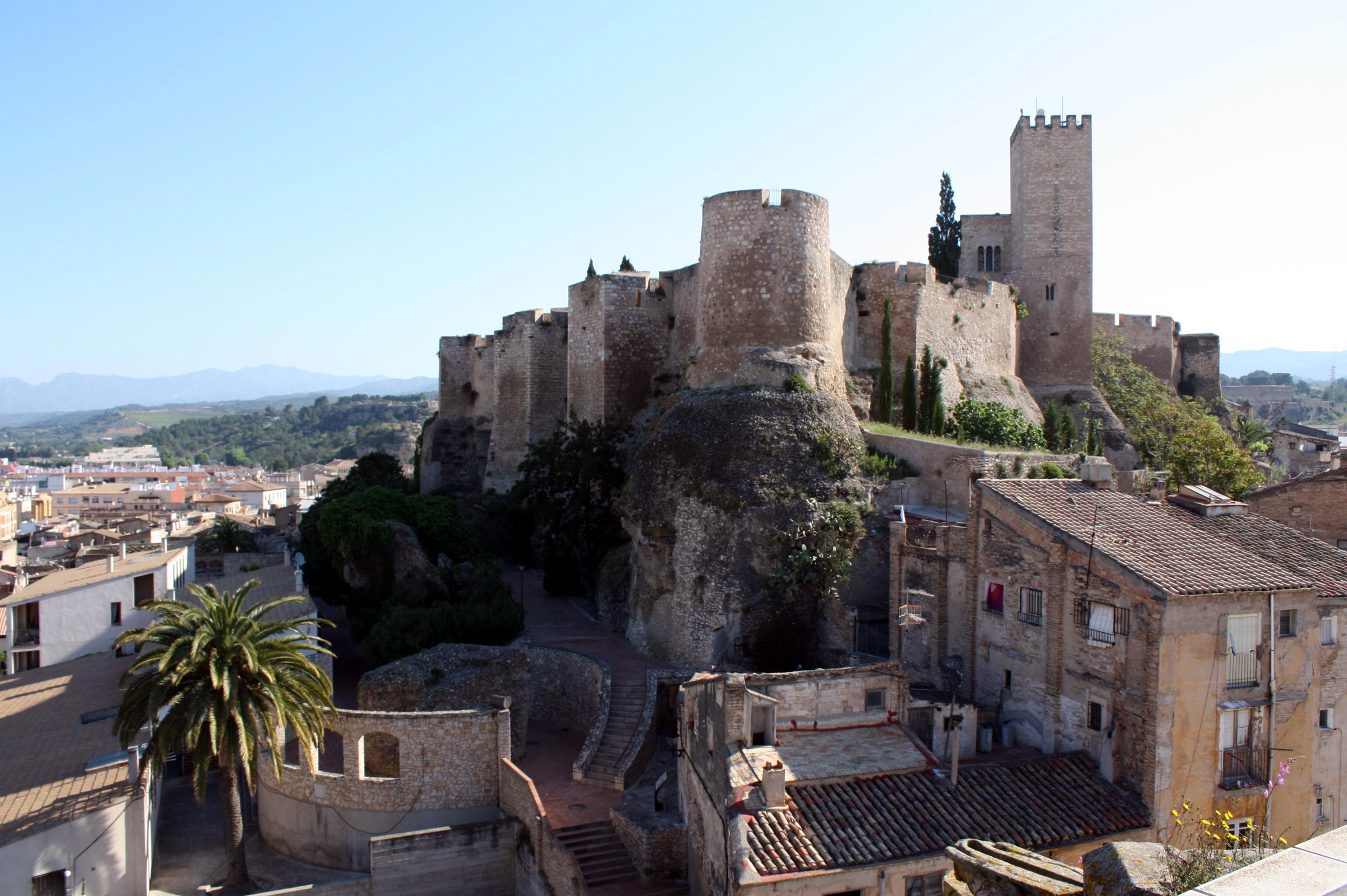
トルトーサとラ・スダ城

9世紀のトルトーサ包囲戦（英語：Siege of Tortosa）は、 808年から809年にかけて敬虔王ルートヴィヒ1世が行った軍事作戦である。これは、ルートヴィヒがエブロ川下流域の後ウマイヤ朝に対して行った10年にわたる激しい軍事行動の一部であった。この作戦の記述は、ラテン語とアラビア語の資料から作成する必要があり、さまざまな解釈がなされている。
なお、音訳の都合上トゥルトーザ包囲戦ともいうが本項ではトルトーサとする。また、同じくルートヴィヒ1世はフランス語名をルイ（Louis）1世というが、本項では記事名にもなっているルートヴィヒで統一する。

## 概要
包囲は808年にカール大帝の封臣インゴバルト（Ingobert）によって開始され、ルートヴィヒが翌年より大きな軍隊と包囲のための軍需物資輸送隊を従えてやってきた。西ヨーロッパでのトレビュシェット（中世式の投石器）の最古の記述は、この包囲戦に関するものである。ルートヴィヒはトルトーサを占領することも降伏させることもできなかったが、自分の王国に戻る前に正式に降伏させたのだろうといわれる。アラビア語の資料では、救援軍に敗れたとされているが、少なくともラテン語の資料では、実際に城壁が破られたことが示唆されている。

## 背景・807年までの包囲
トルトーサの包囲は、ウマイヤ朝に対してルートヴィヒがカタルーニャ地方でウマイヤ朝に対して行った10年にわたる激しい活動の一部であった。801年にルートヴィヒがバルセロナを占領した後 、カロリング朝フランク王国はリュブラガート川を南の境界とし、ウマイヤ朝はエブロ川を北の境界とした。トルトーサは、この辺境地帯で最も重要なウマイヤ朝の要塞であり、事実上はカタルーニャにおいて最も遠いウマイヤ朝の前哨基地であった。
ルートヴィヒの作戦の年表は分かりにくく、さまざまな復元がなされている。 ラテン語で書かれたルートヴィヒの伝記である『フルドヴィチ記（Vita Hludovici）』には、トルトーサに対する3回の遠征が書かれている。アラブ人編年史家のイブン・ドハーリー（Ibn ʿIdhārī）とアフマド・ブン・ムハンマド・マッカリーは、AH192年-193年（西暦807年-809年）の期間にフランク王国がトルトーサを攻撃したことを2回記している。また、イブン・ハルドゥーンの『al-ʿIbar』やイブン・サイード・マグリビーの『al-Mughrib』にも、この作戦が記されている。
初めルートヴィヒは802年から807年の間にトルトーサを包囲した。 この攻撃はイスラム側のの情報源には言及がない。遠征中、ルートヴィヒはアデマール（Adhemar）、カール大帝の封臣イセンバルド（Isembard (vassal of Charlemagne)）、ベラ（Bera, Count of Barcelona）、ボレル（Borrell, Count of Osona）の下に分遣隊を派遣し、エブロとシンカ川を襲撃した。 20日間にわたって、分隊はビラ・ルベア（Villa Rubea）を略奪し、田舎を荒廃させ、ムスリムによる軍隊を打ち負かしてから、主力軍に合流、ルートヴィヒは包囲を解き、アキテーヌに戻った。ルートヴィヒはこの都市を本気で攻めることはなかったようで、包囲のための兵器を使ったという記録はない。タラゴナは攻撃され、おそらくこの遠征で占領された。

## 808・809年の遠征
808年、トルトーサに2度目の攻撃が行われた。ルートヴィヒはこの攻撃を自ら指揮することはなかった。当時のフランク王であったカール大帝皇帝は包囲を開始するべく、自身の封臣（vassus）と国王巡察使（missus）であったインゴバルト（Ingobert）を送り、アデマールとベラは再びエブロ川を越えて襲撃を開始したが、上流から流れてくる馬糞によって予め襲撃者の存在は察知された。しかし、アデマールらはウマイヤ人のキャンプを略奪し、トルトーサの知事（ワーリー）アブドゥンの軍を破り、多大な戦利品を持って帰国した。しかし、インゴバルトは冬も包囲を続けた。
ルートヴィヒは809年の第三次遠征を主導し、インゴバルトの進行中の包囲を続行せしめるべくアキテーヌの援軍と装備を送った。ヘリベルト（Heribert）の指揮下にある更なる援軍は、カール大帝によってフランク地方から送られた。 イセンバルド（Issembard）とフェゼンサック伯リュータール1世（Leuthard I of Paris）も参加した。なおリュータールはバスク人の部隊を連れてきたと言われている。  『フルドヴィチ記（Vita Hludovici）』と『フランク王国年代記（Annales regni Francorum）』による包囲作戦とその結果についての主な記述は、正確には一致していない。
以下は『フルドヴィチ記』の記述。
On arriving [at Tortosa, Louis] battered and wore down the city with rams, mangonels, covered sheds, and other torments, so that its citizens abandoned hope, and seeing that Mars had turned against them and that they were beaten, they handed over the keys of the city, which Louis on his return sent to his father with great satisfaction. These events, carried out in such a way, struck great anxiety in the Saracens and Moors, for they feared a similar fate might be in store for each city. So forty days after he had begun the siege, the king went home from the city and reentered his kingdom.—Vita Hludovici, §16
以下はその和訳。
（トルトーサに）到着すると、（ルートヴィヒは）破城槌、マンゴネル、「屋根付き小屋」などを以て町を破壊し、市民は希望を失い、マルス神が自分たちに敵対し、打ち負かされたのを見て、町の鍵を渡し、帰国したルートヴィヒは大満足で父王にそれを送った。このような経緯から、サラセンやムーアの人々は、自分たちの都市にも同じような運命が待ち受けているかもしれないと、大きな不安を抱くようになった。包囲を始めてから40日後、王は都市を離れ、再び自分の国に戻ってきた。—フルドヴィチ記, §16
一方で『フランク王国年代記』には以下にようにある。
In the west the Lord King Louis entered Spain with his army and besieged the city of Tortosa on the River Ebro. When he had devoted some time to the siege and had seen that he could not take the city quickly, he gave up and returned to Aquitaine with his army unimpaired.—Annales regni Francorum, s.a. 809
以下はその和訳。
西方では、ルートヴィヒ公が軍隊を率いてスペインに入り、エブロ川沿いにある都市トルトーサを包囲した。しばらく包囲に専念し、すぐに街を奪えないことがわかると、ルートヴィヒはあきらめ、軍隊とともに無傷でアキテーヌ地方に戻った。—『フランク王国年代記』、s.a. 809
『フルドヴィチ記』の記述にある「屋根付き小屋（covered shed）」とは、兵士を投擲物（弩の石など）から守るための移動式シェルターのことである。 マンゴネルへの言及は、西ヨーロッパでは初めてのものである。通例「投石機」「石弓」などと訳すこの単語は、ビザンツ帝国で古くから知られていた牽引式のトレビュシェットである。ルートヴィヒがトルトーサにて自ら行った包囲は、40日間続いた。一部の歴史家は、ルートヴィヒがトルトーサの城壁を破ることに成功したと『フルドヴィチ記』を解釈しているが、多くの者は、ルートヴィヒが単に形式的な服従行為を受け入れて退却したのだと考えている。
後世のイスラム教の資料には、別の結果を報告するものもある。カリフの息子で後継者のアブド・アッラフマーン2世は、上層部の行進の司令官であるアムルーズ・イブン・ユースフ（ʿAmrūs ibn Yūsuf）とともに救援軍を率いて都市を救ったとされている。イブン・ハイヤーン（Ibn Ḥayyān）によれば、「多神教徒は敗走し、多くのフランク人が全滅した」。アル・マッカリーもフランク族の敗北を報告している。

## その後
トルトーサを攻めあぐねたのに続き、810年にはウエスカへの攻撃もあったが、同じく失敗した。後者の包囲はカール大帝に代わってヘリベルトが行ったが、兵力が不足していたようである。ウエスカでの失敗の後、811年にウマイヤ人と条約が結ばれた。以後エブロ川以北の辺境は数世紀にわたって安定したものとなった。流域には1202年にルエダの聖母王立修道院が建てられ、後にナバラ王国やアラゴン王国が建国され繁栄した。